# Fred De Bruyne

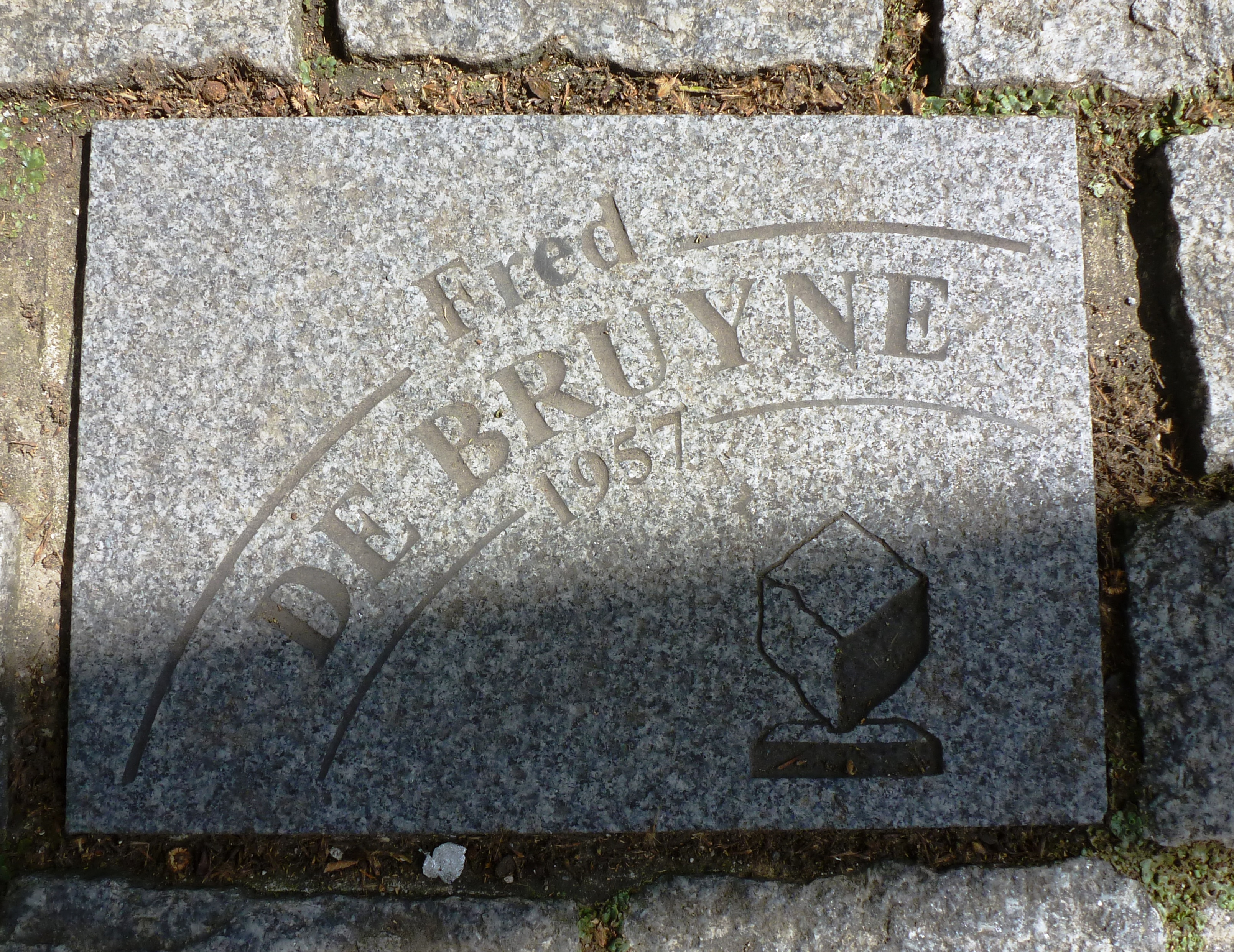
Minnessten över De Bruynes seger i Paris-Roubaix 1957.

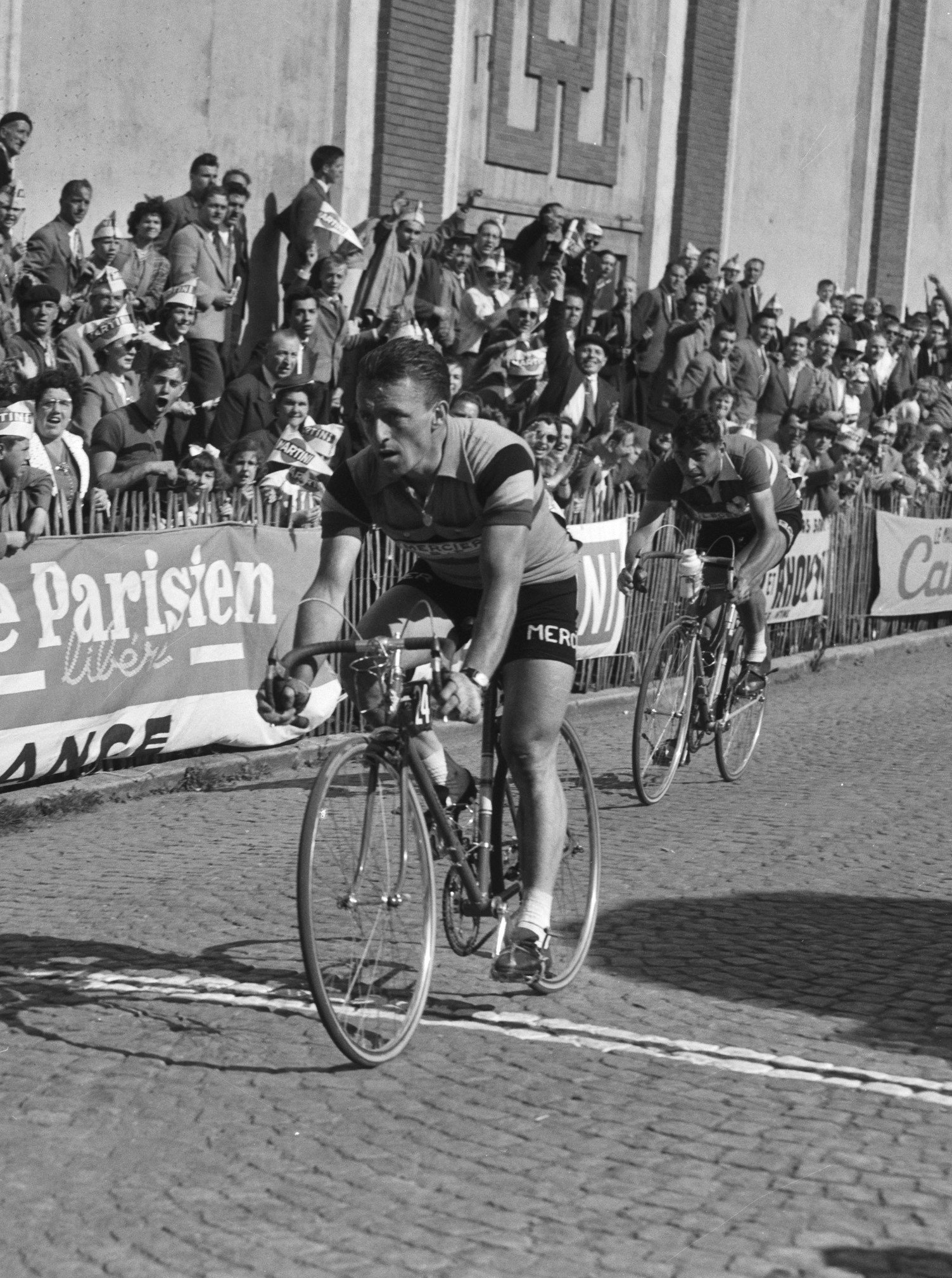
Fred De Bruyne vinner etapp 2 i Tour de France 1956.

Alfred "Fred" De Bruyne, född den 21 oktober 1930 i Berlare, död den 4 februari 1994 i Seillans, var en belgisk professionell landsvägscyklist och, efter cykelkarriären, sportjournalist som också skrev biografier över några andra cyklister.
Han vann fyra av de fem monumenten under sin karriär och blev totalsegrare i Challenge Desgrange-Colombo (dåtidens inofficiella världscup) tre år i rad (1956-1958).

## Meriter
1954
Tour de France
Vinnare etapperna 8, 13 och 22
Vinnare Omloop van Oost-Vlaanderen
6:a i Paris-Tours
9:a i linjelopp vid Världsmästerskapen i landsvägscykling
1955
Vinnare Omloop van Midden-België
2:a Lombardiet runt
2:a Paris-Tours
2:a Dwars door Vlaanderen
Vinnare etapp 2
3:a totalt i Tour des Provinces du Sud-Est
1956
Vinnare Milano-Sanremo
Vinnare Liège-Bastogne-Liège
Vinnare totalt  Paris-Nice
Vinnare etapperna 1 och 4b
Tour de France
Vinnare etapperna 1, 6 och 10
Vinnare Challenge Desgrange-Colombo
2:a Circuit de l'Aulne
2:a Paris-Roubaix
4:a Paris-Tours
5:a Bordeaux–Paris
5:a i linjelopp vid Världsmästerskapen i landsvägscykling
9:a Paris-Bryssel
9:a Lombardiet runt
1957
Vinnare Flandern runt
Vinnare Paris-Roubaix
Vinnare Paris-Tours
Vinnare Sassari–Cagliari
Vinnare Challenge Desgrange-Colombo
2:a Milano-Sanremo
2:a Milano-Torino
4:a Paris-Bryssel
5:a i linjelopp vid Världsmästerskapen i landsvägscykling
1958
Vinnare Liège-Bastogne-Liège
Vinnare totalt  Paris-Nice
Vinnare Challenge Desgrange-Colombo
2:a Paris-Tours
2:a Circuit de l'Aulne
2:a Omloop van Limburg
3:a Gent-Wevelgem
4:a La Flèche Wallonne
4:a Paris-Bryssel
6:a Milano-Sanremo
6:a Gran Premio di Lugano
6:a Paris-Roubaix
7:a Giro del Lazio
10:a Flandern runt
1959
Vinnare Liège-Bastogne-Liège
2:a Omloop Het Volk
2:a Circuit de l'Aulne
5:a Bordeaux–Paris
6:a Paris-Roubaix
6:a Paris-Bryssel
1960
8:a Schelde-Dender-Leie
1961
Vinnare Kuurne-Bryssel-Kuurne
5:a totalt Giro di Sardegna

## Böcker
Fred de Bruyne skrev nedanstående böcker om cyklister och cykelsport:
- Rik Van Steenbergen, 1963
- Rik Van Looy, 1963
- Patrick Sercu, 1965
- Peter Post, 1965
- De memoires van Fred De Bruyne, 1978